# Alexandru Cretzianu
Alexandru Cretzianu (n. 1895, București, România – d. 1979) a fost un diplomat român. A fost fiul fostului deputat George Cretzianu și al Zoiei Al. Știrbey.

## Biografie
A absolvit Facultatea de Drept la Universitatea din Iași. În Primul Război Mondial a participat ca locotenent de artilerie. A fost rănit și luat prizonier aproape doi ani, revenind din captivitate în urma unui schimb de prizonieri.
În septembrie 1918 a intrat în serviciul diplomatic al statului român în calitate de atașat pe lângă delegația română prezentă la forumul păcii de la Paris. În perioada 1919-1922 a fost atașat și secretar trei al ambasadei României la Londra, apoi secretar doi al legației de la Roma (1923-1926) unde i-a urmat lui Raoul Vasile Bossy.
La sfârșitul misiunii a fost transferat în calitate de secretar al legației de la Berna (1926-1929) și apoi membru al delegației permanente a României la Liga Națiunilor (1930-1932).
La revenirea în țară este numit director al Direcției Politice în Centrala Externelor (1933-1938), apoi secretar general (1939-1941) și, în același timp, subsecretar de stat la Ministerul Afacerilor Străine în perioada 11 mai - 4 iulie 1940. A rămas în Centrala Externelor până la 6 octombrie 1941 când a demisionat în semn de protest față de hotărârea guvernului român de a păstra alianța cu Germania după eliberarea teritoriilor românești ocupate de sovietici în 1940. Alexandru Cretzianu a fost desărcinat din funcția de secretar general al Ministerului Afacerilor Străine cu începere de la 11 octombrie 1941, printr-un decret semnat de Mihai Antonescu, vicepreședintele și președintele ad-interim al Consiliului de Miniștri. Alexandru Kretzianu a fost numit ambasador al României la Ankara de la data de 15 septembrie 1943. Alexandru Cretzianu a rămas în Turcia până în 1946 iar apoi a emigrat în SUA, 
a devenit cetățean american în 1954 și a decedat în Florida.